# Ідеальний мат
|   | a | b | c | d | e | f | g | h |   |
| 8 | c6 білий ферзь · d6 чорний кружок · e6 чорний кружок · f6 чорний кружок · d5 чорний кружок · e5 чорний король · f5 чорний хрестик · d4 білий кружок · e4 чорний кружок · f4 чорний хрестик · g4 білий король · f3 білий кінь | c6 білий ферзь · d6 чорний кружок · e6 чорний кружок · f6 чорний кружок · d5 чорний кружок · e5 чорний король · f5 чорний хрестик · d4 білий кружок · e4 чорний кружок · f4 чорний хрестик · g4 білий король · f3 білий кінь | c6 білий ферзь · d6 чорний кружок · e6 чорний кружок · f6 чорний кружок · d5 чорний кружок · e5 чорний король · f5 чорний хрестик · d4 білий кружок · e4 чорний кружок · f4 чорний хрестик · g4 білий король · f3 білий кінь | c6 білий ферзь · d6 чорний кружок · e6 чорний кружок · f6 чорний кружок · d5 чорний кружок · e5 чорний король · f5 чорний хрестик · d4 білий кружок · e4 чорний кружок · f4 чорний хрестик · g4 білий король · f3 білий кінь | c6 білий ферзь · d6 чорний кружок · e6 чорний кружок · f6 чорний кружок · d5 чорний кружок · e5 чорний король · f5 чорний хрестик · d4 білий кружок · e4 чорний кружок · f4 чорний хрестик · g4 білий король · f3 білий кінь | c6 білий ферзь · d6 чорний кружок · e6 чорний кружок · f6 чорний кружок · d5 чорний кружок · e5 чорний король · f5 чорний хрестик · d4 білий кружок · e4 чорний кружок · f4 чорний хрестик · g4 білий король · f3 білий кінь | c6 білий ферзь · d6 чорний кружок · e6 чорний кружок · f6 чорний кружок · d5 чорний кружок · e5 чорний король · f5 чорний хрестик · d4 білий кружок · e4 чорний кружок · f4 чорний хрестик · g4 білий король · f3 білий кінь | c6 білий ферзь · d6 чорний кружок · e6 чорний кружок · f6 чорний кружок · d5 чорний кружок · e5 чорний король · f5 чорний хрестик · d4 білий кружок · e4 чорний кружок · f4 чорний хрестик · g4 білий король · f3 білий кінь | 8 |
| 7 | c6 білий ферзь · d6 чорний кружок · e6 чорний кружок · f6 чорний кружок · d5 чорний кружок · e5 чорний король · f5 чорний хрестик · d4 білий кружок · e4 чорний кружок · f4 чорний хрестик · g4 білий король · f3 білий кінь | c6 білий ферзь · d6 чорний кружок · e6 чорний кружок · f6 чорний кружок · d5 чорний кружок · e5 чорний король · f5 чорний хрестик · d4 білий кружок · e4 чорний кружок · f4 чорний хрестик · g4 білий король · f3 білий кінь | c6 білий ферзь · d6 чорний кружок · e6 чорний кружок · f6 чорний кружок · d5 чорний кружок · e5 чорний король · f5 чорний хрестик · d4 білий кружок · e4 чорний кружок · f4 чорний хрестик · g4 білий король · f3 білий кінь | c6 білий ферзь · d6 чорний кружок · e6 чорний кружок · f6 чорний кружок · d5 чорний кружок · e5 чорний король · f5 чорний хрестик · d4 білий кружок · e4 чорний кружок · f4 чорний хрестик · g4 білий король · f3 білий кінь | c6 білий ферзь · d6 чорний кружок · e6 чорний кружок · f6 чорний кружок · d5 чорний кружок · e5 чорний король · f5 чорний хрестик · d4 білий кружок · e4 чорний кружок · f4 чорний хрестик · g4 білий король · f3 білий кінь | c6 білий ферзь · d6 чорний кружок · e6 чорний кружок · f6 чорний кружок · d5 чорний кружок · e5 чорний король · f5 чорний хрестик · d4 білий кружок · e4 чорний кружок · f4 чорний хрестик · g4 білий король · f3 білий кінь | c6 білий ферзь · d6 чорний кружок · e6 чорний кружок · f6 чорний кружок · d5 чорний кружок · e5 чорний король · f5 чорний хрестик · d4 білий кружок · e4 чорний кружок · f4 чорний хрестик · g4 білий король · f3 білий кінь | c6 білий ферзь · d6 чорний кружок · e6 чорний кружок · f6 чорний кружок · d5 чорний кружок · e5 чорний король · f5 чорний хрестик · d4 білий кружок · e4 чорний кружок · f4 чорний хрестик · g4 білий король · f3 білий кінь | 7 |
| 6 | c6 білий ферзь · d6 чорний кружок · e6 чорний кружок · f6 чорний кружок · d5 чорний кружок · e5 чорний король · f5 чорний хрестик · d4 білий кружок · e4 чорний кружок · f4 чорний хрестик · g4 білий король · f3 білий кінь | c6 білий ферзь · d6 чорний кружок · e6 чорний кружок · f6 чорний кружок · d5 чорний кружок · e5 чорний король · f5 чорний хрестик · d4 білий кружок · e4 чорний кружок · f4 чорний хрестик · g4 білий король · f3 білий кінь | c6 білий ферзь · d6 чорний кружок · e6 чорний кружок · f6 чорний кружок · d5 чорний кружок · e5 чорний король · f5 чорний хрестик · d4 білий кружок · e4 чорний кружок · f4 чорний хрестик · g4 білий король · f3 білий кінь | c6 білий ферзь · d6 чорний кружок · e6 чорний кружок · f6 чорний кружок · d5 чорний кружок · e5 чорний король · f5 чорний хрестик · d4 білий кружок · e4 чорний кружок · f4 чорний хрестик · g4 білий король · f3 білий кінь | c6 білий ферзь · d6 чорний кружок · e6 чорний кружок · f6 чорний кружок · d5 чорний кружок · e5 чорний король · f5 чорний хрестик · d4 білий кружок · e4 чорний кружок · f4 чорний хрестик · g4 білий король · f3 білий кінь | c6 білий ферзь · d6 чорний кружок · e6 чорний кружок · f6 чорний кружок · d5 чорний кружок · e5 чорний король · f5 чорний хрестик · d4 білий кружок · e4 чорний кружок · f4 чорний хрестик · g4 білий король · f3 білий кінь | c6 білий ферзь · d6 чорний кружок · e6 чорний кружок · f6 чорний кружок · d5 чорний кружок · e5 чорний король · f5 чорний хрестик · d4 білий кружок · e4 чорний кружок · f4 чорний хрестик · g4 білий король · f3 білий кінь | c6 білий ферзь · d6 чорний кружок · e6 чорний кружок · f6 чорний кружок · d5 чорний кружок · e5 чорний король · f5 чорний хрестик · d4 білий кружок · e4 чорний кружок · f4 чорний хрестик · g4 білий король · f3 білий кінь | 6 |
| 5 | c6 білий ферзь · d6 чорний кружок · e6 чорний кружок · f6 чорний кружок · d5 чорний кружок · e5 чорний король · f5 чорний хрестик · d4 білий кружок · e4 чорний кружок · f4 чорний хрестик · g4 білий король · f3 білий кінь | c6 білий ферзь · d6 чорний кружок · e6 чорний кружок · f6 чорний кружок · d5 чорний кружок · e5 чорний король · f5 чорний хрестик · d4 білий кружок · e4 чорний кружок · f4 чорний хрестик · g4 білий король · f3 білий кінь | c6 білий ферзь · d6 чорний кружок · e6 чорний кружок · f6 чорний кружок · d5 чорний кружок · e5 чорний король · f5 чорний хрестик · d4 білий кружок · e4 чорний кружок · f4 чорний хрестик · g4 білий король · f3 білий кінь | c6 білий ферзь · d6 чорний кружок · e6 чорний кружок · f6 чорний кружок · d5 чорний кружок · e5 чорний король · f5 чорний хрестик · d4 білий кружок · e4 чорний кружок · f4 чорний хрестик · g4 білий король · f3 білий кінь | c6 білий ферзь · d6 чорний кружок · e6 чорний кружок · f6 чорний кружок · d5 чорний кружок · e5 чорний король · f5 чорний хрестик · d4 білий кружок · e4 чорний кружок · f4 чорний хрестик · g4 білий король · f3 білий кінь | c6 білий ферзь · d6 чорний кружок · e6 чорний кружок · f6 чорний кружок · d5 чорний кружок · e5 чорний король · f5 чорний хрестик · d4 білий кружок · e4 чорний кружок · f4 чорний хрестик · g4 білий король · f3 білий кінь | c6 білий ферзь · d6 чорний кружок · e6 чорний кружок · f6 чорний кружок · d5 чорний кружок · e5 чорний король · f5 чорний хрестик · d4 білий кружок · e4 чорний кружок · f4 чорний хрестик · g4 білий король · f3 білий кінь | c6 білий ферзь · d6 чорний кружок · e6 чорний кружок · f6 чорний кружок · d5 чорний кружок · e5 чорний король · f5 чорний хрестик · d4 білий кружок · e4 чорний кружок · f4 чорний хрестик · g4 білий король · f3 білий кінь | 5 |
| 4 | c6 білий ферзь · d6 чорний кружок · e6 чорний кружок · f6 чорний кружок · d5 чорний кружок · e5 чорний король · f5 чорний хрестик · d4 білий кружок · e4 чорний кружок · f4 чорний хрестик · g4 білий король · f3 білий кінь | c6 білий ферзь · d6 чорний кружок · e6 чорний кружок · f6 чорний кружок · d5 чорний кружок · e5 чорний король · f5 чорний хрестик · d4 білий кружок · e4 чорний кружок · f4 чорний хрестик · g4 білий король · f3 білий кінь | c6 білий ферзь · d6 чорний кружок · e6 чорний кружок · f6 чорний кружок · d5 чорний кружок · e5 чорний король · f5 чорний хрестик · d4 білий кружок · e4 чорний кружок · f4 чорний хрестик · g4 білий король · f3 білий кінь | c6 білий ферзь · d6 чорний кружок · e6 чорний кружок · f6 чорний кружок · d5 чорний кружок · e5 чорний король · f5 чорний хрестик · d4 білий кружок · e4 чорний кружок · f4 чорний хрестик · g4 білий король · f3 білий кінь | c6 білий ферзь · d6 чорний кружок · e6 чорний кружок · f6 чорний кружок · d5 чорний кружок · e5 чорний король · f5 чорний хрестик · d4 білий кружок · e4 чорний кружок · f4 чорний хрестик · g4 білий король · f3 білий кінь | c6 білий ферзь · d6 чорний кружок · e6 чорний кружок · f6 чорний кружок · d5 чорний кружок · e5 чорний король · f5 чорний хрестик · d4 білий кружок · e4 чорний кружок · f4 чорний хрестик · g4 білий король · f3 білий кінь | c6 білий ферзь · d6 чорний кружок · e6 чорний кружок · f6 чорний кружок · d5 чорний кружок · e5 чорний король · f5 чорний хрестик · d4 білий кружок · e4 чорний кружок · f4 чорний хрестик · g4 білий король · f3 білий кінь | c6 білий ферзь · d6 чорний кружок · e6 чорний кружок · f6 чорний кружок · d5 чорний кружок · e5 чорний король · f5 чорний хрестик · d4 білий кружок · e4 чорний кружок · f4 чорний хрестик · g4 білий король · f3 білий кінь | 4 |
| 3 | c6 білий ферзь · d6 чорний кружок · e6 чорний кружок · f6 чорний кружок · d5 чорний кружок · e5 чорний король · f5 чорний хрестик · d4 білий кружок · e4 чорний кружок · f4 чорний хрестик · g4 білий король · f3 білий кінь | c6 білий ферзь · d6 чорний кружок · e6 чорний кружок · f6 чорний кружок · d5 чорний кружок · e5 чорний король · f5 чорний хрестик · d4 білий кружок · e4 чорний кружок · f4 чорний хрестик · g4 білий король · f3 білий кінь | c6 білий ферзь · d6 чорний кружок · e6 чорний кружок · f6 чорний кружок · d5 чорний кружок · e5 чорний король · f5 чорний хрестик · d4 білий кружок · e4 чорний кружок · f4 чорний хрестик · g4 білий король · f3 білий кінь | c6 білий ферзь · d6 чорний кружок · e6 чорний кружок · f6 чорний кружок · d5 чорний кружок · e5 чорний король · f5 чорний хрестик · d4 білий кружок · e4 чорний кружок · f4 чорний хрестик · g4 білий король · f3 білий кінь | c6 білий ферзь · d6 чорний кружок · e6 чорний кружок · f6 чорний кружок · d5 чорний кружок · e5 чорний король · f5 чорний хрестик · d4 білий кружок · e4 чорний кружок · f4 чорний хрестик · g4 білий король · f3 білий кінь | c6 білий ферзь · d6 чорний кружок · e6 чорний кружок · f6 чорний кружок · d5 чорний кружок · e5 чорний король · f5 чорний хрестик · d4 білий кружок · e4 чорний кружок · f4 чорний хрестик · g4 білий король · f3 білий кінь | c6 білий ферзь · d6 чорний кружок · e6 чорний кружок · f6 чорний кружок · d5 чорний кружок · e5 чорний король · f5 чорний хрестик · d4 білий кружок · e4 чорний кружок · f4 чорний хрестик · g4 білий король · f3 білий кінь | c6 білий ферзь · d6 чорний кружок · e6 чорний кружок · f6 чорний кружок · d5 чорний кружок · e5 чорний король · f5 чорний хрестик · d4 білий кружок · e4 чорний кружок · f4 чорний хрестик · g4 білий король · f3 білий кінь | 3 |
| 2 | c6 білий ферзь · d6 чорний кружок · e6 чорний кружок · f6 чорний кружок · d5 чорний кружок · e5 чорний король · f5 чорний хрестик · d4 білий кружок · e4 чорний кружок · f4 чорний хрестик · g4 білий король · f3 білий кінь | c6 білий ферзь · d6 чорний кружок · e6 чорний кружок · f6 чорний кружок · d5 чорний кружок · e5 чорний король · f5 чорний хрестик · d4 білий кружок · e4 чорний кружок · f4 чорний хрестик · g4 білий король · f3 білий кінь | c6 білий ферзь · d6 чорний кружок · e6 чорний кружок · f6 чорний кружок · d5 чорний кружок · e5 чорний король · f5 чорний хрестик · d4 білий кружок · e4 чорний кружок · f4 чорний хрестик · g4 білий король · f3 білий кінь | c6 білий ферзь · d6 чорний кружок · e6 чорний кружок · f6 чорний кружок · d5 чорний кружок · e5 чорний король · f5 чорний хрестик · d4 білий кружок · e4 чорний кружок · f4 чорний хрестик · g4 білий король · f3 білий кінь | c6 білий ферзь · d6 чорний кружок · e6 чорний кружок · f6 чорний кружок · d5 чорний кружок · e5 чорний король · f5 чорний хрестик · d4 білий кружок · e4 чорний кружок · f4 чорний хрестик · g4 білий король · f3 білий кінь | c6 білий ферзь · d6 чорний кружок · e6 чорний кружок · f6 чорний кружок · d5 чорний кружок · e5 чорний король · f5 чорний хрестик · d4 білий кружок · e4 чорний кружок · f4 чорний хрестик · g4 білий король · f3 білий кінь | c6 білий ферзь · d6 чорний кружок · e6 чорний кружок · f6 чорний кружок · d5 чорний кружок · e5 чорний король · f5 чорний хрестик · d4 білий кружок · e4 чорний кружок · f4 чорний хрестик · g4 білий король · f3 білий кінь | c6 білий ферзь · d6 чорний кружок · e6 чорний кружок · f6 чорний кружок · d5 чорний кружок · e5 чорний король · f5 чорний хрестик · d4 білий кружок · e4 чорний кружок · f4 чорний хрестик · g4 білий король · f3 білий кінь | 2 |
| 1 | c6 білий ферзь · d6 чорний кружок · e6 чорний кружок · f6 чорний кружок · d5 чорний кружок · e5 чорний король · f5 чорний хрестик · d4 білий кружок · e4 чорний кружок · f4 чорний хрестик · g4 білий король · f3 білий кінь | c6 білий ферзь · d6 чорний кружок · e6 чорний кружок · f6 чорний кружок · d5 чорний кружок · e5 чорний король · f5 чорний хрестик · d4 білий кружок · e4 чорний кружок · f4 чорний хрестик · g4 білий король · f3 білий кінь | c6 білий ферзь · d6 чорний кружок · e6 чорний кружок · f6 чорний кружок · d5 чорний кружок · e5 чорний король · f5 чорний хрестик · d4 білий кружок · e4 чорний кружок · f4 чорний хрестик · g4 білий король · f3 білий кінь | c6 білий ферзь · d6 чорний кружок · e6 чорний кружок · f6 чорний кружок · d5 чорний кружок · e5 чорний король · f5 чорний хрестик · d4 білий кружок · e4 чорний кружок · f4 чорний хрестик · g4 білий король · f3 білий кінь | c6 білий ферзь · d6 чорний кружок · e6 чорний кружок · f6 чорний кружок · d5 чорний кружок · e5 чорний король · f5 чорний хрестик · d4 білий кружок · e4 чорний кружок · f4 чорний хрестик · g4 білий король · f3 білий кінь | c6 білий ферзь · d6 чорний кружок · e6 чорний кружок · f6 чорний кружок · d5 чорний кружок · e5 чорний король · f5 чорний хрестик · d4 білий кружок · e4 чорний кружок · f4 чорний хрестик · g4 білий король · f3 білий кінь | c6 білий ферзь · d6 чорний кружок · e6 чорний кружок · f6 чорний кружок · d5 чорний кружок · e5 чорний король · f5 чорний хрестик · d4 білий кружок · e4 чорний кружок · f4 чорний хрестик · g4 білий король · f3 білий кінь | c6 білий ферзь · d6 чорний кружок · e6 чорний кружок · f6 чорний кружок · d5 чорний кружок · e5 чорний король · f5 чорний хрестик · d4 білий кружок · e4 чорний кружок · f4 чорний хрестик · g4 білий король · f3 білий кінь | 1 |
|   | a | b | c | d | e | f | g | h |   |

Ідеа́льний мат (англ. ideal mate) у шахах і шаховій композиції — різновид правильного мату. В ідеальному маті задіяні усі фігури і пішаки сторін, що знаходяться на шахівниці, а усі вільні поля навколо атакованого короля б'ються протилежною стороною лише один раз, або зайняті власними фігурами чи пішаками.
У США видається «Ideal Mate Review» — журнал, що спеціалізується на шахових композиціях, які завершуються ідеальними матами.